# Ariovist
Ariovist (gestorben um 54 v. Chr.) war ein germanischer Feldherr eines Verbundes einiger Stämme der Rheinzone und aus der Germania magna im 1. Jahrhundert v. Chr. und Gegner des Gaius Iulius Caesar im Gallischen Krieg.

## Leben
Ariovists Herkunft ist unbekannt, über seine persönlichen Verhältnisse berichtet Caesar, dass er neben seinen guten keltischen Sprachkenntnissen verheiratet war mit einer Suebin, die er von zu Hause mit sich an und über den Rhein mitführte, und zudem mit einer Schwester des Königs Voccio aus dem Noricum, die er in Gallien heiratete. Von diesen Frauen hatte er zwei Töchter, von denen eine getötet wurde und die andere in römische Gefangenschaft geriet; die Ehefrauen wurden ebenfalls getötet. Sein Name ist keltisch mit der Bedeutung von „edelgeboren“ beziehungsweise „von edler Geburt, Abstammung“. Die ethnische Abstammung ist nicht zweifelsfrei als suebisch belegbar, jedoch wird er einem der Stämme von Bedeutung entstammen, die sich an seinen politisch-militärischen Feldzügen beteiligten.
Um das Jahr 71 v. Chr. überschritt Ariovist (der hierbei als Heerkönig auftrat) mit einem Gefolge von ca. 15.000 Mann den Oberrhein und fiel in Gallien ein. Angeworben von den gallischen Sequanern und Arvernern, sollten seine Truppen diese im Streit um die Vorherrschaft in Gallien und im Kampf gegen die römerfreundlichen Haeduer unterstützen. 61 v. Chr. besiegte Ariovist die gallischen Haeduer in der Schlacht bei Magetobriga (heute La-Moigte-de-Broie bei Pontailler-sur-Saône und Heuilley-sur-Saône) und machte sie tributpflichtig. Danach habe er (nach Caesars Darstellung, die freilich nicht objektiv ist) selbstherrlich und grausam über die Haeduer geherrscht. Die Haeduer riefen das mit ihnen verbündete Römische Reich zur Hilfe, dieses blieb jedoch wegen innenpolitischer Auseinandersetzungen passiv. Der römische Senat ernannte Ariovist sogar zum „Freund des römischen Volkes“. Der Grund dafür ist unklar, zeigt aber dennoch seine Bedeutung bereits vor dem Eingreifen Caesars in Gallien.
Vermutlich war Ariovist auch auf der Suche nach neuem Siedlungsgebiet, denn Caesar berichtete, dass er weitere Germanen über den Rhein holen ließ, bis sich deren Zahl auf angeblich 120.000 erhöht hatte. Diese besetzten nun auch ein Drittel des fruchtbaren Gebietes der Sequaner und forderten ein weiteres Drittel ein. Ariovist ließ Angehörige der germanischen Völker der Haruden, Vangionen, Triboker, Sedusier, Markomannen und Nemeter im neu erworbenen Gebiet ansiedeln, um seine Herrschaft zu untermauern.
Die Gallier baten nun Caesar gemeinsam um Hilfe. Ihm war klar, dass eine größere Anzahl Germanen in Gallien früher oder später auch das römische Reich bedrohte und er handeln müsse. Caesar schickte Gesandte zu Ariovist und forderte ihn auf, keine weiteren germanischen Stämme über den Rhein zu bringen, Geiseln der Haeduer freizulassen und die Haeduer und ihre Verbündeten in Frieden zu lassen. Ariovist ließ im Gegenzug selbstbewusst ausrichten, dass auch die Römer sich nicht vorschreiben ließen, wie sie sich als Sieger zu verhalten hätten. Er gehe einer militärischen Konfrontation nicht aus dem Weg.
Caesar nutzte dies – wie schon zuvor die Wanderungsabsicht der Helvetier – als Vorwand, um im „freien Gallien“ (der Teil Galliens, der nicht Teil der römischen Provinz Gallia Narbonensis war) zu intervenieren. Er besetzte zunächst die sequanische Hauptstadt Vesontio, aufgrund ihrer Befestigung ein strategisch wichtiges Ziel, und versorgte seine Truppen. Dort hörten diese zum ersten Mal von der ungeheuren Größe und dem furchterregenden Blick ihrer Gegner, so dass sie es mit der Angst zu tun bekamen. Nur aufgrund einer flammenden Rede konnte Caesar seine Legionen von einer Meuterei abhalten. Diese Darstellung ist, wie viele andere, von Caesar sicher übertrieben ausgestaltet worden. Seine Beschreibungen in De Bello Gallico verfolgten vor allem eigene Interessen, die er durch subjektive Schilderungen zu unterstützen suchte.
In einer Schlacht in der Nähe des Rhein, vermutlich im Gebiet des heutigen Elsass bei Mülhausen, bei der laut völlig übertriebener römischer Propaganda 80.000 Germanen gefallen sein sollen, schlug Caesar 58 v. Chr. Ariovist und sein aus Angehörigen von sieben Stämmen bestehendes Heer. Dieser floh mit wenigen Kriegern über den Rhein zurück nach Germanien. Für das Jahr 54 v. Chr. berichtet Caesar von der Trauer der Germanen um Ariovist, er starb also wohl in diesem Jahr oder kurz zuvor. Caesar teilt ferner mit, dass die beiden Frauen des Germanen bei der Flucht ums Leben kamen, und nur eine seiner beiden Töchter die Ereignisse überlebte und in Gefangenschaft geriet.

## Antike Beurteilung
Die Hauptquelle zur Person Ariovists ist das erste Buch von Caesars Werk De bello Gallico. Auch der römische Senator und Geschichtsschreiber Cassius Dio, der im frühen 3. Jahrhundert n. Chr. eine umfassende Römische Geschichte schrieb, schilderte die Ereignisse, wobei er sich auf ältere Vorlagen stützte und wohl nicht Caesars Schilderung folgte. Caesar bezeichnete Ariovist zwar als wilden Germanen und berichtete von seinen Gräueltaten unter den Galliern, vermittelte aber dennoch nicht durchgängig das Bild eines dummen Barbaren. Die Diskussion, die Ariovist über Gesandte mit Caesar führte, zeigt eine selbstbewusste Einstellung. Caesar nennt ihn rex Germanorum (Germanenkönig) und Plinius nennt ihn rex Sueborum.